# 昏睡
昏睡（こんすい、coma）とは意識障害の一つ。意識障害の中で最も重いものである。

## 概要
救急医療の分野では、意識障害（意識レベルの診断）は傾眠（somnolence）、昏迷（stupor）、半昏睡（semicoma）、昏睡（coma）、深昏睡（deep coma）に分類されることがあった。また、労働衛生の分野でも、意識喪失や意識混濁とともに意識障害関係の疾病等の段階の一つとされ、昏睡は意識障害の最高度にあたる分類に位置づけられた。
ただ、救急医療の分野で用いられた傾眠、昏迷、半昏睡、昏睡、深昏睡などの分類も、それぞれの定義が曖昧で問題があり、救急患者の意識レベルの診断には意識レベルの客観的評価であるJapan Coma Scale（JCS）やGlasgow Coma Scale（GCS）が用いられるようになった。

## 意識レベルの客観的評価
Glasgow Coma Scale（グラスゴー昏睡尺度、GCS）
脳外傷による脳機能障害の程度を評価するスケールとして標準化された尺度。意識レベルを開眼、最良言語反応、最良運動反応の3つの反応ごとに独立して数値で評価するもの。
Japan Coma Scale（ジャパン・コーマ・スケール、日本昏睡尺度、3-3-9度方式、JCS）
日本で提唱された昏睡尺度の一種で、意識レベルを3つ（意識清明とそれと区別する3段階）に分類し、それぞれを3段階に細かく分けることからこの名がある。
Emergency Coma Scale
JCSやGCSを改良したものとしてEmergency Coma Scaleがある。

## 意識障害の原因
意識障害の原因は全身性疾患と頭蓋内疾患に大別される。